# Club Universitario de Santa Fe
El Club Universitario de Santa Fe (conocido localmente como Uni), es una institución deportiva  de la ciudad de Santa Fe, miembro fundador de la Unión Santafesina de Rugby (USR) y de la Asociación Santafesina de Hockey (ASH). Es el club de rugby y hockey más antiguo de la ciudad, fundado en 1941.

## Historia
El 11 de noviembre de 1941, en el aula Vélez Sarfield de la Facultad de Derecho, de la Universidad del Litoral, docentes y estudiantes dejaron fundado el Club Universitario con un objetivo social, cultural y deportivo
Dos profesionales, Augusto Morisot y Alfredo Carrio, fueron elegidos como presidente y vice.
En su etapa inicial, utilizó las instalaciones deportivas de la Universidad del Litoral, donde crearon equipos de futbol y básquet para militar en Asociaciones locales, también de Esgrima, pero fueron el rugby y el hockey las que lograron prevalecer y permanecer en actividad hasta nuestros días.
El Club Universitario se lo identifica por el color negro con vivos blancos y detalles en azul, tiene una “CU”, lineal en su casaca, a manera de escudo y el cuervo es su animal distintivo..
La elección de color fue exclusivamente económica, pues en 1946 la mayoría de los jugadores eran estudiantes, varios de ellos de Ingeniería Química y resultaba fácil teñir las “camisetas” de invierno, para usarlas en los partidos. 
A mediados de la década del 40, la UNL decide desafiliar el club de la universidad, quitándole a éste el terreno físico, por lo que se buscó una nueva sede (la cual sigue hasta la actualidad entre las calles Facundo Suviria y Alfonsina Storni)
El club Universitario es fundador de la Unión de Rugby del Río Paraná (1949), hoy desaparecida, su sucesora la Unión Santafesina de Rugby (USR-1955) y también es club fundador de la Asociación de Hockey del Litoral, con sede en Rosario en 1966 y de la Asociación Santafesina de Hockey, en 1978, ocupando la vicepresidencia de la entidad.
Del club salieron varios jugadores que formaron parte de los seleccionados nacionales de la UAR:
| Jugador           | Seleccionados                                     |
| ----------------- | ------------------------------------------------- |
| Nicolás Bruzzone: | Puma, Jaguar y Pampa XV, además capitán de Puma 7 |
| Julio Clement     | Primer Puma Santafesino RWC 1987                  |
| Maxi Bustos       | Pampa XV, Puma RWC 2011                           |
| Andrés Irigoyen   | Pumita                                            |
| Federico Merlo    | Jaguar                                            |
| Nicolás Orgniani  | Pumita                                            |
| Gonzalo Montes    | Pumita                                            |

El club organiza todos los años un torneo de infantiles y un torneo de primera (el torneo Alberto Pelossi, en honor a la persona del mismo nombre que ayudó incondicionalmente al club y formó jugadores para lo que se conoce en la institución como la "Década Dorada", que convirtió al club en la institución con más títulos de la USR, sobrepasando a CRAI y Santa Fe Rugby, sus principales contrincantes.)
En la asamblea del 23 de enero del 2021 se eligió en las elecciones la lista comandada por Jorge Rivadeneira y Alberto Pelossi (h)

## Distinciones y campeonatos
El Club Universitario es el máximo puntero en títulos de la USR. Fue invicto en lo que se conoce localmente como la "Década Dorada" del Club, correspondiente a la década del 90´.
| Año  | Posición   |
| ---- | ---------- |
| 1960 | Campeón    |
| 1985 | Campeón    |
| 1987 | Subcampeón |
| 1988 | Subcampeón |
| 1989 | Subcampeón |
| 1990 | Subcampeón |
| 1991 | Subcampeón |
| 1992 | Campeón    |
| 1993 | Campeón    |
| 1994 | Campeón    |
| 1995 | Campeón    |
| 1996 | Campeón    |
| 1997 | Campeón    |
| 1998 | Campeón    |
| 1999 | Campeón    |